# Alpi del Bernina

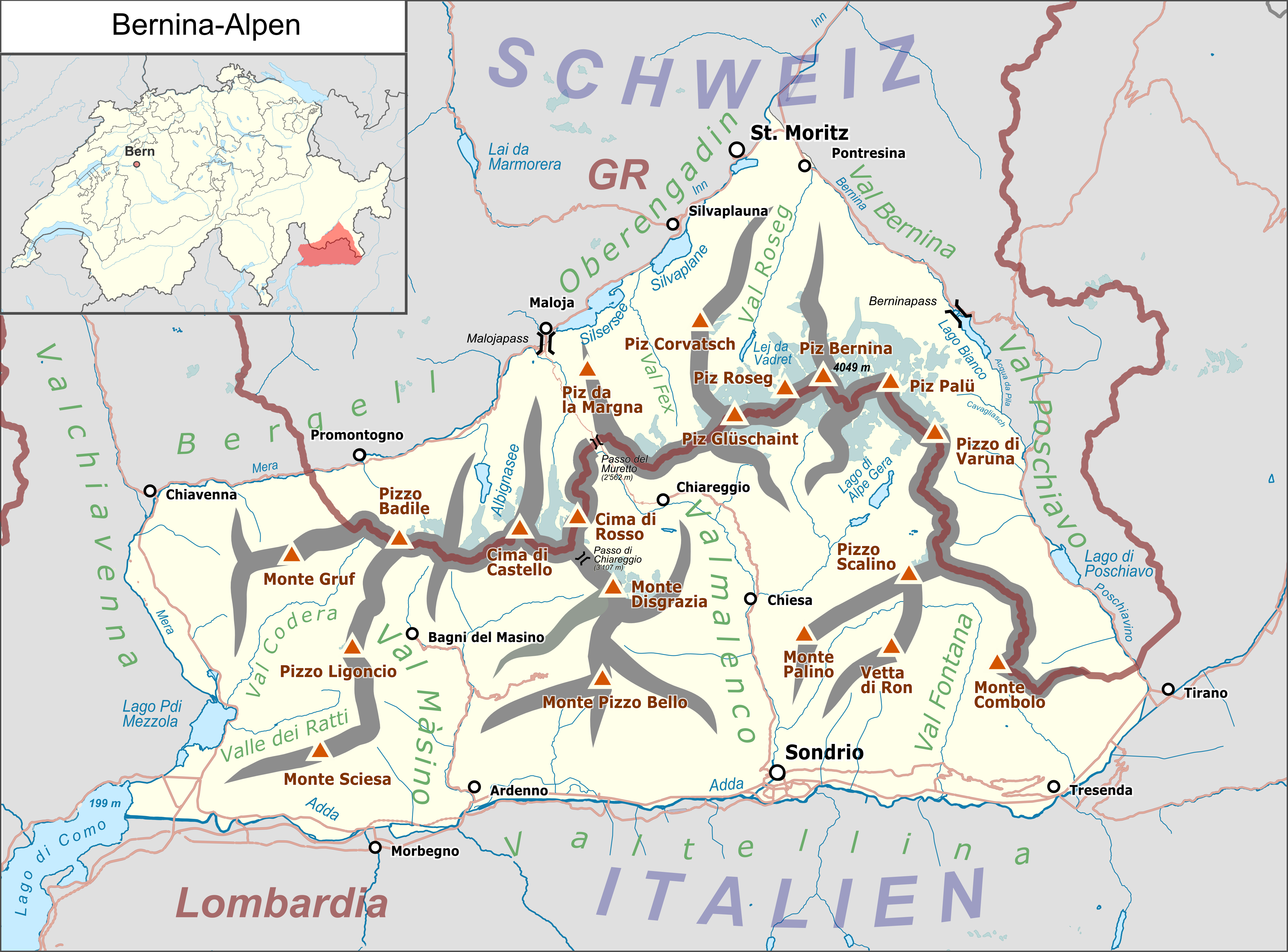

Bernina-Alpen, Alpi del Bernina – pasmo górskie w Alpach Wschodnich. 

Podział Alp Wschodnich AVE wyróżnia dwie podgrupy pasma:
| Berninagruppe, Massiccio del Bernina (AVE 66a) | Położenie Berninagruppe na mapie Alp | z najwyższym szczytem Piz Bernina; |

| Bergeller Alpen, Alpi della Val Bregaglia (AVE 66b) | Położenie Bergell na mapie Alp | z najwyższym szczytem Monte Disgrazia. |